# 邵逸軒
邵逸軒（1886年—1954年），名锡濂，号亦仙，别署浙東畫丐、木瓜老人，浙江東陽人，工畫，善花卉，中國近代著名畫家、記者。

## 生平
邵逸軒，浙東邵氏，1886年出生在浙江東陽南馬紫陽。民國初年，邵逸軒已成名京城畫壇，與齊白石、張大千、陈半丁、王白梦私交甚篤，常有筆墨合作。邵氏獨與白石老人交往深厚，其題畫之句：「白石山翁與余相交甚篤，學問道德素所欽佩，而畫學尤為特著」。邵逸軒學生眾多，其中傅抱石、孫雲生、蔣兆和妻蕭瓊、端木梦锡、周世賢、馮憑、侯及名為出眾者。另外京劇名藝人梅兰芳、王瑶卿、程硯秋等亦延聘邵逸軒教畫。1920年左右，邵逸軒在北平師範大學、國立北平藝術專科學校任教授。1923 年，在家人邵飄萍所辦《京報》任美術編輯，繼為「藝術副刊」編輯。1926年，邵飄萍被張作霖槍決，由侄邵逸軒代其子出殯披麻戴孝。毛澤東在北大曾拜師邵飄萍門下，受其影響很大。1949年4月，新中國成立前夕，毛澤東親自批復追認其為革命烈士。邵逸軒亦曾是北平名記者、社會活動家。任職《京報》期間常向京都文化界人士孫伏園、魯迅等人約稿。1926 年後，邵逸軒在京與美術大師齊白石、王夢石、張大千合作國畫。1927年，邵逸軒與吴公虎、顏伯龍等合辦北京京華美專。1932年，在京創辦「邵逸軒國畫研究所」，為民國京津著名國畫家之一。七七事變後，回老家浙江東陽，任民教館館長。事後，返居杭州、北京。是北京中國畫研究會早期會員，1952年加入中國美術家協會。中央文化部、中國美術館、北京畫院等機構收藏其國畫精品。國民黨主席連戰，曾頒給邵逸軒藝壇成就華夏一等獎章。女邵幼軒為臺灣著名畫家，是張大千入室弟子，亦是著名作家三毛的繪畫老師。

## 家族
- 始祖：宋朝吏部尚書邵亢
- 祖上：浙江東陽紫溪邵氏，明進士御史邵豳
- 祖父：邵桂林，邵飄萍之父，光绪二十年举人邵藕田亲兄[4]
- 父：邵新蘇，乃四弟邵飄萍（邵新成）之長兄
- 子：邵少逸（亦邵墨田、邵小逸，1912-1986），師從齊白石先生習畫，深得白石翁筆墨精髓，齊白石對其猶如子侄
- 女：邵幼軒（亦邵墨芬），師齊白石、王夢白、王雪濤、張大千先生，與張大千關系尤好，為臺灣畫著名女畫家
- 婿：林中行
- 堂叔：邵飄萍（与邵逸轩年龄相仿，误记堂兄），當代著名新聞記者、革命烈士、乃毛澤東老師；邵泛萍，执政府秘书厅办事、偃师县县长
- 堂妹：邵一萍，畫家，原名慧卿, 號浙東女史、萍廬主人、紫溪館主，夫國民政府監察院監察委員何漢文[5]
- 學生：傅抱石等。

## 評價
- 張大千：《邵逸軒遺作及其女子幼軒近作畫集》，張大千題序：吾友邵逸軒先生歷年以繪事名古都若陳半丁、齊白石、王夢白諸公皆其府上惠友也，傅抱石既以山水名，而其山石樹木畫法，實得之逸軒，世少知之爾......時故都梨園大家王瑤卿、梅蘭芳，弦管之余，頗習丹事，皆師爭逸軒。[6]
- 齊白石：要知花草有精神，怕失廬山真面目。將老丹青三百輩，頭頭研究最憐君。邵逸軒兄國畫研究所周年特刊，征詩紀事，余贈絕句此錄三首之一。[7]
- 齊白石：少逸（邵少逸）弟临予本，老逸（邵逸轩）喜之，未见予垂暮之年担竿卖于长安。虽有买者，不如骂者之多也，世之嗜痂者有之，父子同癖者，独邵家耳，白石。